# Mustapha Aroui
Mustapha Aroui (arabe : مصطفى العروي) est un ingénieur et homme politique tunisien. Il est ministre des Affaires locales et de l'Environnement en 2020.

## Biographie
Ingénieur principal, il est chargé dès juin 2017 des fonctions de directeur de l'écologie à la direction de l'écologie et des milieux naturels, relevant de la direction générale de l'environnement et de la qualité de la vie au ministère des Affaires locales et de l'Environnement.
Le 2 septembre 2020, il est lui-même nommé ministre des Affaires locales et de l'Environnement dans le gouvernement de Hichem Mechichi, avant d'être démis de ses fonctions par le chef du gouvernement le 20 décembre de la même année. Le lendemain, il est arrêté sur ordonnance judiciaire dans le cadre d'une affaire de déchets importés illégalement d'Italie pour laquelle il est condamné à trois ans de prison en première instance le 4 janvier 2023.